# Polkeyb
Polkeyb – nakładka klawiaturowa dla systemu Windows, opracowana przez dziennikarza i programistę Andrzeja Górbiela.
Nakładka dawała możliwość wpisywania polskich znaków za pomocą dowolnie wybranego klawisza Alt i pozwalała zdefiniować własne strony kodowe znaków, co w połowie lat 90. umożliwiało pisanie dokumentów HTML bezpośrednio w międzynarodowych standardach (zwłaszcza ISO 8859-2), a nie tylko w domyślnej stronie kodowej Windows-1250. Edytory HTML nie obsługiwały wtedy stron kodowych. Polkeyb był również elementem pakietu czcionek Zecer dla Windows.
Nakładka działała w systemach Windows 3.1, Windows 95 i Windows 98, a także Windows Millenium, choć w tym ostatnim systemie wykazywała niekiedy błąd. 